# Вебер, Фридрих Вильгельм
Фридрих Вильгельм Вебер (нем. Friedrich Wilhelm Weber; 25 декабря 1813, Бад-Дрибург, — 5 апреля 1894, Нихайм) — немецкий поэт.
Изучал в Грайфсвальде и Бреслау сначала филологию, потом медицину и после продолжительного путешествия по Германии, Франции и Италии определился врачом при минеральных водах в Липшпринге.
Кроме перевода многих стихотворений А. Теннисона, Вебер напечатал большую эпическую поэму «Dreizehn Linden» (1849), изображающую борьбу христианства с язычеством. Поэма в 1888 году выдержала 42-е издание и пользовалась большим успехом среди католического населения Германии. Кроме того, им изданы «Gedichte» (11 изд., 1888) и «Marienblumen».